# Kulturbezirk St. Pölten
Der Kulturbezirk St. Pölten ist ein Teil des Landhausviertels von St. Pölten, der erst in der Zeit nachdem St. Pölten Landeshauptstadt wurde, entstand. Gleichzeitig mit dem Regierungsviertel, in dem die Landesregierung und der Landtag des Bundeslandes Niederösterreich beheimatet sind, entstanden auch zahlreiche kulturelle Einrichtungen.
Innerhalb des städtebaulichen Wettbewerbs wurde auch der Kulturbezirk geplant. Der Planungsbeginn geht auf das Jahr 1993 zurück und dauerten bis 1998 an. Bereits 1994 wurde zu bauen begonnen. Architekten, die daran beteiligt waren Ernst Hoffmann, Hans Hollein, Paul Katzberger, Klaus Kada, Karin Bily und Michael Loudon.

## Einrichtungen
Das weithin sichtbare Wahrzeichen ist der Klangturm. Das Festspielhaus St. Pölten beherbergt das Tonkünstler-Orchester.
Landeseinrichtungen sind das Landesmuseum, die Landesbibliothek und das Landesarchiv mit dem angeschlossenen Institut für Landeskunde. Auch die Landesakademie war bis zu ihrer Schließung im Jahr 2017 hier beheimatet.
Der ORF hat sein ORF-Landesstudio für Niederösterreich ebenfalls im Kulturbezirk.

## Bilder

Kulturbezirk
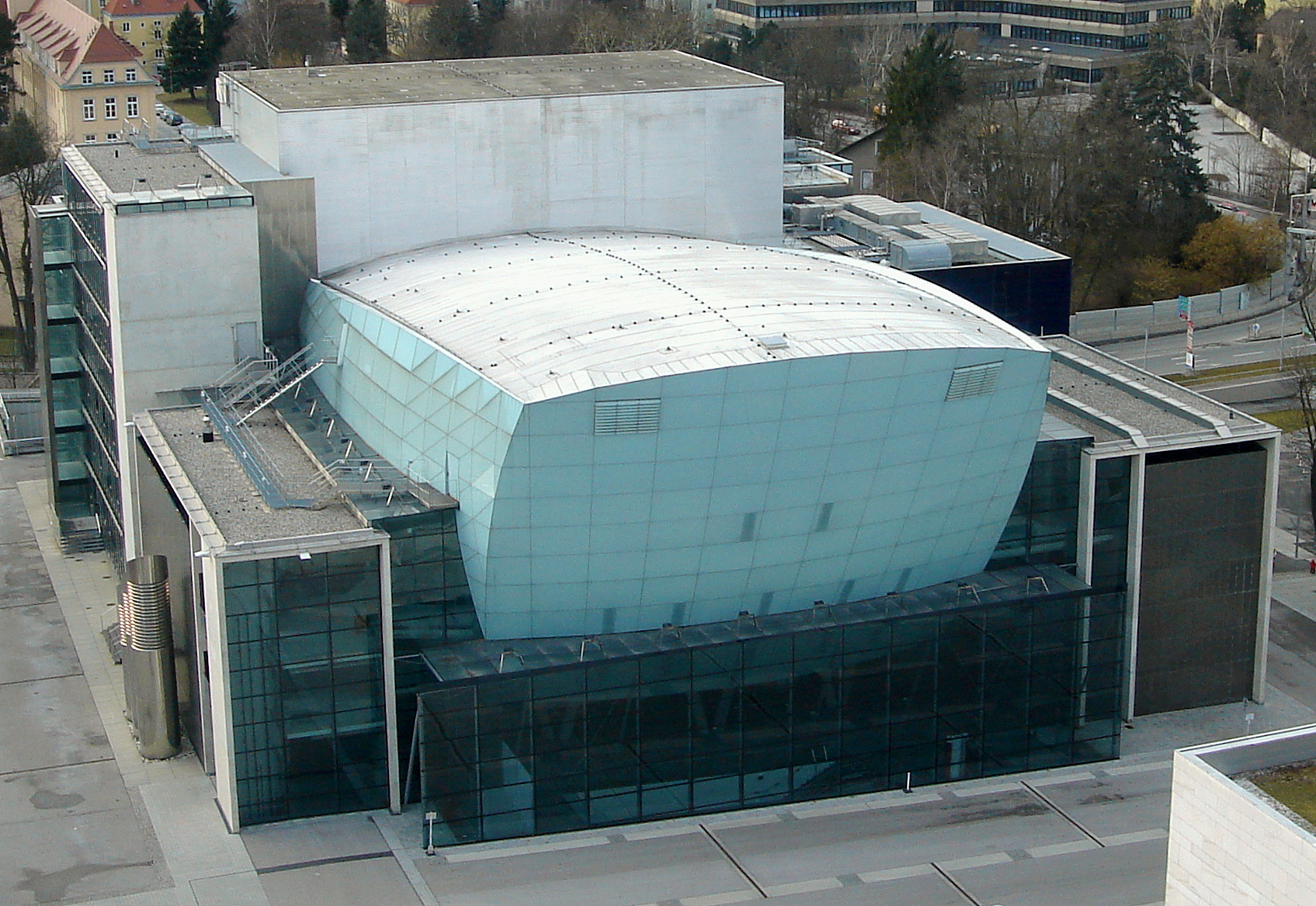
Festspielhaus
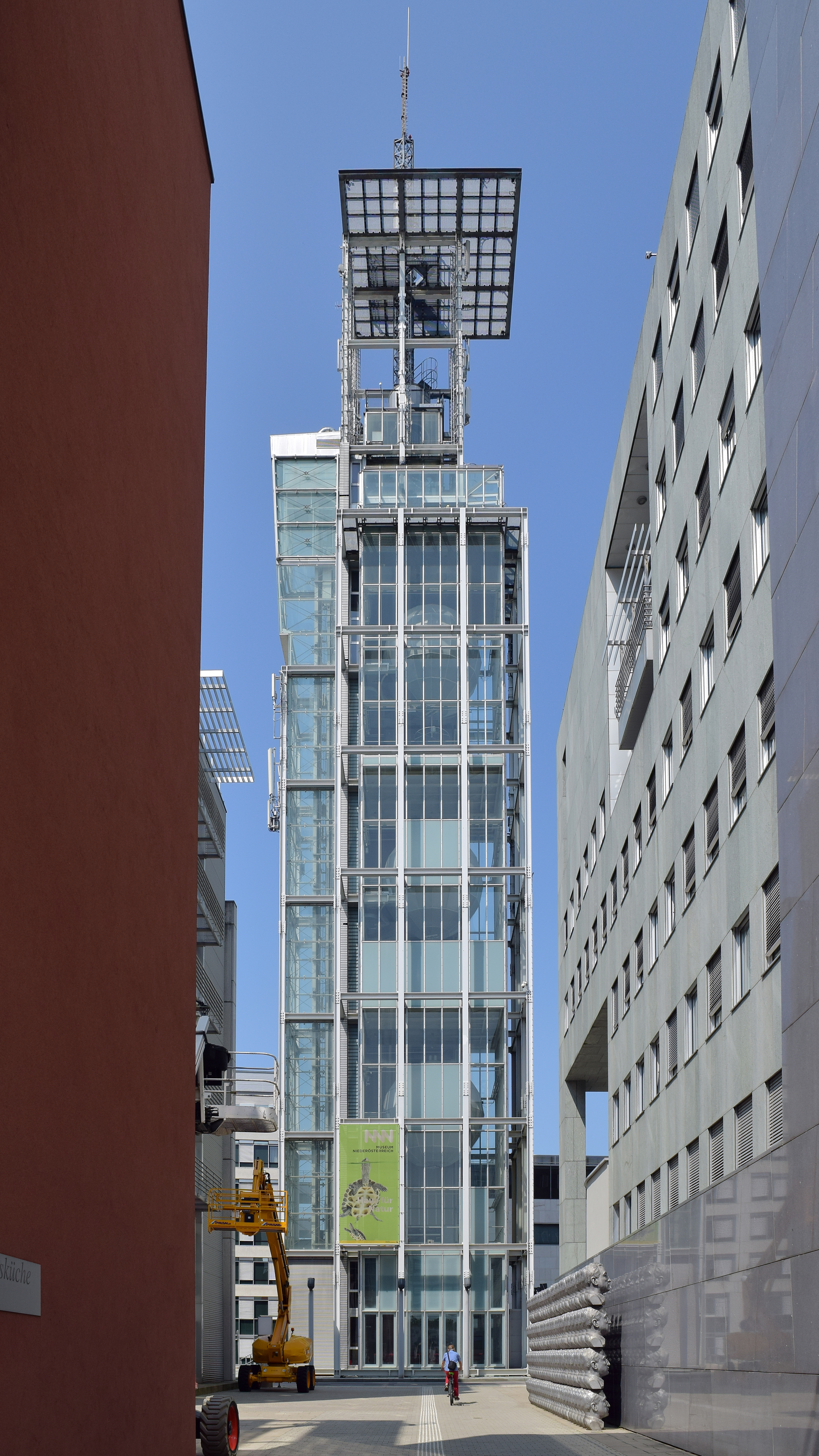
Klangturm
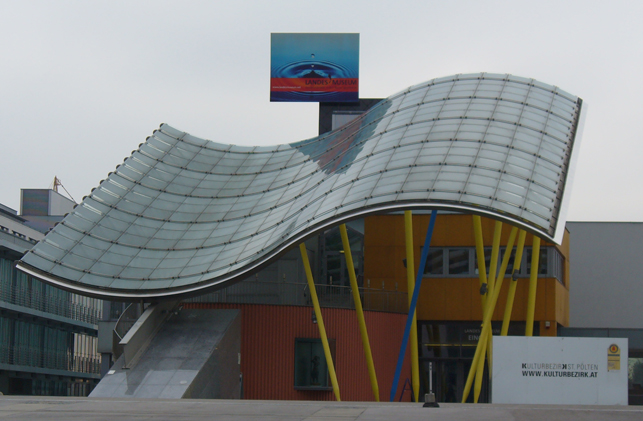
Landesmuseum
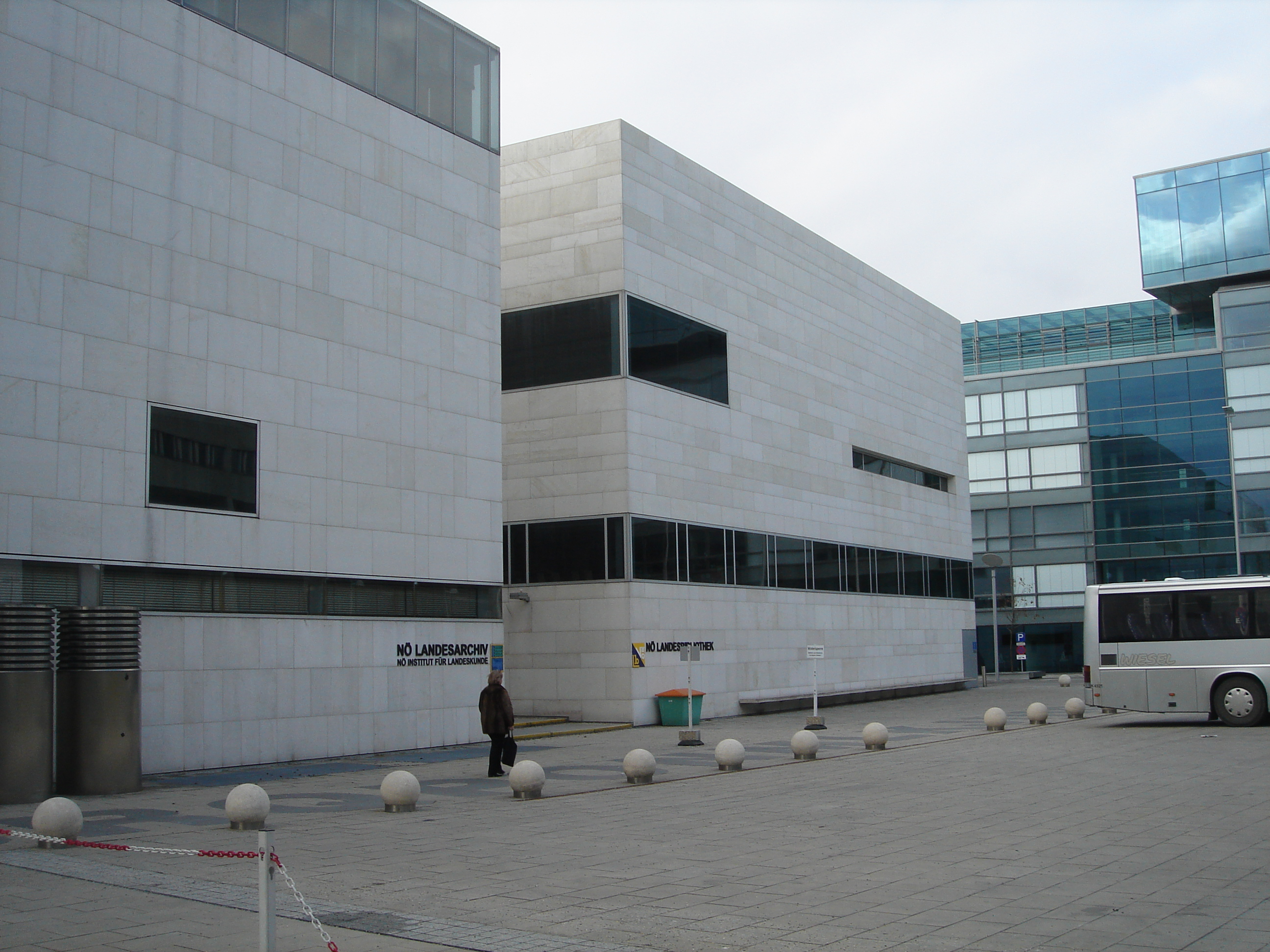
Landesarchiv und Landesbibliothek
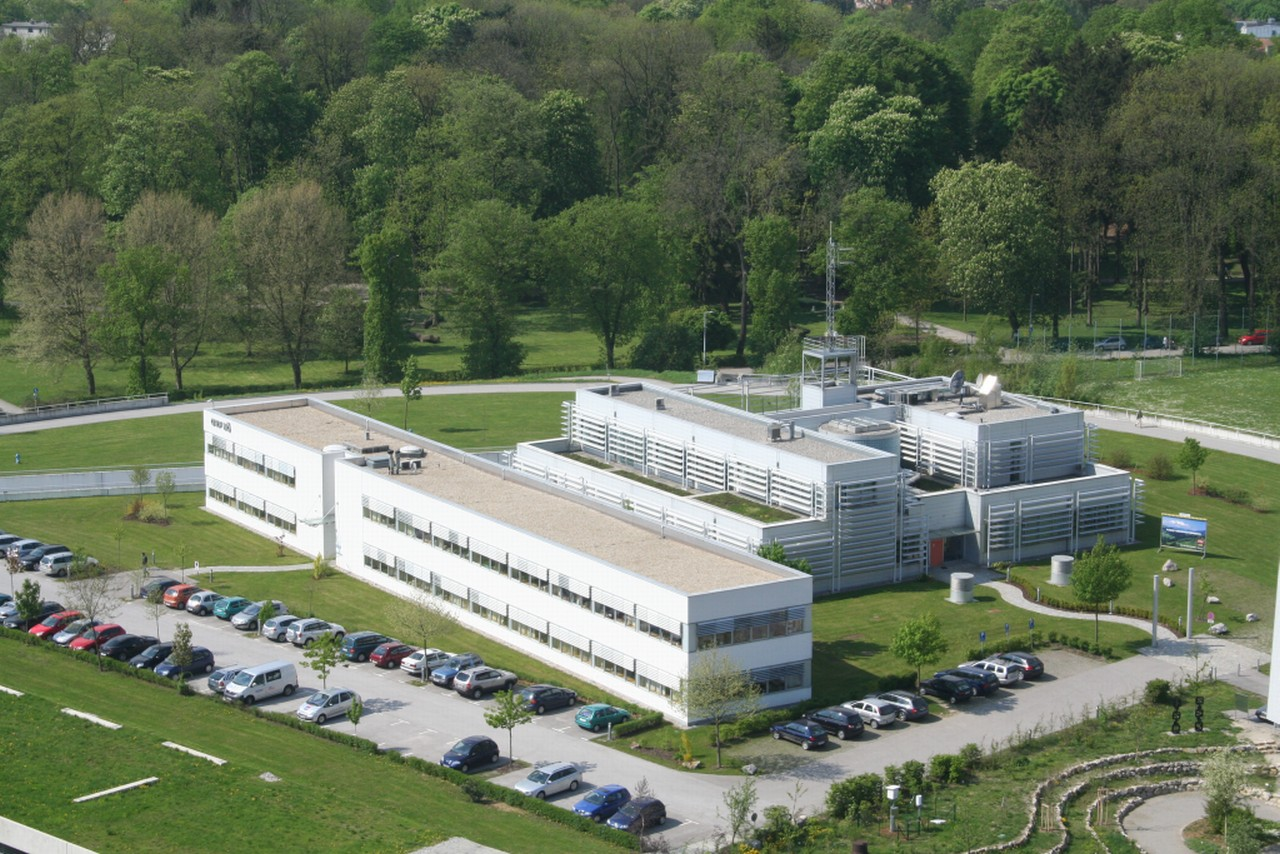
ORF-Landesstudio